# 2015년 NBA 드래프트
2015년 NBA 드래프트(2015 NBA draft)는 2015년 6월 25일 브루클린 바클레이스 센터에서 열렸다. 이 장면은 ESPN을 통해 미국 전역에 방영되었다. 미국 농구 협회(NBA) 팀은 미국 아마추어 대학 농구 선수와 국제 선수를 포함한 기타 적격 선수를 차례로 선발했다. 드래프트 추첨은 2015년 5월 19일에 진행되었다.
미네소타 팀버울브스는 드래프트 복권에 당첨되어 드래프트 전체 1순위 지명권을 얻었다. 팀버울브스 역사상 처음으로 복권을 통해 전체 1순위 지명권을 받게 되었다. 선택된 선수는 앤드루 위긴스(2014)와 앤서니 베넷(2013)에 합류하여 팀버울브스 명단에서 세 번째 연속 1위가 될 것이다. 이들은 미네소타에서 포워드 케빈 러브로 트레이드되었다. 이 드래프트는 또한 드래프트 추첨에서 필라델피아 세븐티식서스와 뉴욕 닉스를 뛰어넘은 후 로스앤젤레스 레이커스에게 전체 두 번째 픽을 제공했다.